# Stilelibero
Stilelibero (magyarul: „Szabad stílus”) Eros Ramazzotti nyolcadik stúdióalbuma, ami 2000. október 30-án jelent meg. Az albumon hallható a Cherrel készített duett Più che puoi címmel. Az album ismert dalai: Fuoco nel fuoco, L'ombra del gigante , Un angelo non è, Più che puoi, Per me per sempre.

## Dalok
1. L'ombra del gigante
2. Fuoco nel fuoco
3. Lo spirito degli alberi
4. Un angelo non è
5. L'aquila e il condor
6. Più che puoi
7. Il mio amore per te
8. E ancor mi chiedo
9. Improvvisa luce ad est
10. Nell'azzurrità
11. Amica donna mia
12. Per me per sempre

+1 Traccia interattiva (CDROM)